# Rhadinaea flavilata
Espèce
Synonymes
- Dromicus flavilatus Cope, 1871

Statut de conservation UICN

 LC  : Préoccupation mineure
Rhadinaea flavilata  est une espèce de serpents de la famille des Dipsadidae.

## Répartition
Cette espèce est endémique des États-Unis. Elle se rencontre dans le sud-est de la Louisiane, dans le sud du Mississippi, dans le sud de l'Alabama, dans le Sud-Est de la Géorgie, en Floride, en Caroline du Sud et dans le Sud-Est de la Caroline du Nord.

## Description
C'est un serpent ovipare.

## Publication originale
- Cope, 1871 : Ninth Contribution to the Herpetology of Tropical America. Proceedings of the Academy of Natural Sciences of Philadelphia, vol. 23, no 2, p. 200-224 (texte intégral).